# Martín Billoch
Martín Billoch (* 5. November 1959; † 13. Juni 2025) war ein argentinischer Regattasegler.

## Karriere
Martín Billoch gewann mit Juan Zizzi Bronze mit der 470er Jolle bei den Panamerikanischen Spielen 1995 in Mar del Plata. Bei den Olympischen Spielen 1996 in Atlanta wurde er mit Martín Rodríguez Siebter in der Regatta mit der 470er-Jolle.
Auf nationaler Ebene gewann Billoch mehrere Meistertitel. Beruflich war er als Schiffsarchitekt tätig und Gründer von Servicios Náuticos.